# Trolösa
Trolösa (en suec, infidel) és una pel·lícula sueca dirigida per Liv Ullmann i basada en un guió escrit per Ingmar Bergman. És basat en les pròpies experiències de Bergmann sobre l'adulteri. Va participar en la competició oficial del 53è Festival Internacional de Cinema de Canes.

## Argument
Un director envellit anomenat Bergman conjura en la seva imaginació el personatge central, Marianne. L'entrevista per escriure la història de la seva història que canvia la vida. Marianne s'havia casat feliçment amb Markus, un director d'orquestra, amb una filla, Isabelle. El seu millor amic és David, que cerca finançament per a un projecte cinematogràfic. Quan Markus és lluny, David s'acosta a Marianne i se’n van a casa de Marianne. Allà, David la sorprèn i li demana si poden dormir junts. Marianne afirma que veu David més com a germà; finalment accepta que poden dormir al mateix llit, en roba de nit i sense relacions sexuals. Tot i això, les dues notes preveuen estar a París per a projectes separats. Markus en sap dels seus plans de viatge, i Marianne especula que ella i David es podran trobar a París, i no haurien de decebre Markus per veure-s'hi. A París, Marianne i David comencen una aventura. David també demana a Marianne sobre la seva història sexual, i Marianne comparteix la seva modesta llista d'experiències; però això consisteix principalment en les seves relacions amb Markus, que deia que l'havia satisfeta de les maneres que ningú més no havia fet. Això provoca una reacció gelosa i violenta en David.
David i Marianne continuen llur aventura després de tornar de París. Markus finalment els descobreix junts després de sentir rumors. Markus cvol divorciar-se i reclama la custòdia completa d'Isabelle. L'advocatd de Marianne li diu que Markus té avantatge, donat que ha abandonat la llar. Marianne es relaciona amb David i els dos pensen casar-se, i Marianne queda embarassada. L'advocat diu que aquestes condicions millorades podrien ajudar el seu cas de custòdia. Markus acaba de dirigir-se a Marianne per trobar-se ell sol per resoldre el cas de custòdia, aparentment pel bé d'Isabelle. Malgrat les objeccions irades de David, ella accepta anar-se’n. A la reunió, Markus li fa xantatge amb sexe a canvi de la custòdia.
Marianne confessa la seva relació amb David. Ambdós se separen i Marianne té un avortament. Després d'aprendre que Markus es va suïcidar, Marianne s'assabenta que també havia estat infidel. Bergman s'acomiada de Marianne, però diu que sospita que es trobaran de nou.

## Repartiment
- Lena Endre – Marianne
- Erland Josephson – Bergman
- Krister Henriksson – David
- Thomas Hanzon – Markus
- Michelle Gylemo – Isabelle
- Juni Dahr – Margareta
- Philip Zandén – Martin Goldman
- Thérèse Brunnander – Petra Holst
- Marie Richardson – Anna Berg
- Stina Ekblad – Eva
- Johan Rabaeus – Johan
- Jan-Olof Strandberg – Axel
- Björn Granath – Gustav
- Gertrud Stenung – Martha

## Nominacions i premis
| Premi                     | Data de la cerimònia  | Categoria         | Recipient(s)  | Resultat  | Ref(s) |
| ------------------------- | --------------------- | ----------------- | ------------- | --------- | ------ |
| Premis del Cinema Europeu | 2 de desembre de 2000 | Millor pel·lícula | Johan Mardell | Nominat   | [ 4 ]  |
| Premis del Cinema Europeu | 2 de desembre de 2000 | Millor actriu     | Lena Endre    | Nominat   | [ 4 ]  |
| Guldbagge                 | 2001                  | Millor actriu     | Lena Endre    | Guanyador | [ 5 ]  |

També va rebre el Premi Sant Jordi de Cinematografia a la millor actriu estrangera (Lena Endre).